# Ornithogalum maculatum
Ornithogalum maculatum är en sparrisväxtart som beskrevs av Nikolaus Joseph von Jacquin. Ornithogalum maculatum ingår i släktet stjärnlökar, och familjen sparrisväxter. Inga underarter finns listade i Catalogue of Life.

## Bildgalleri

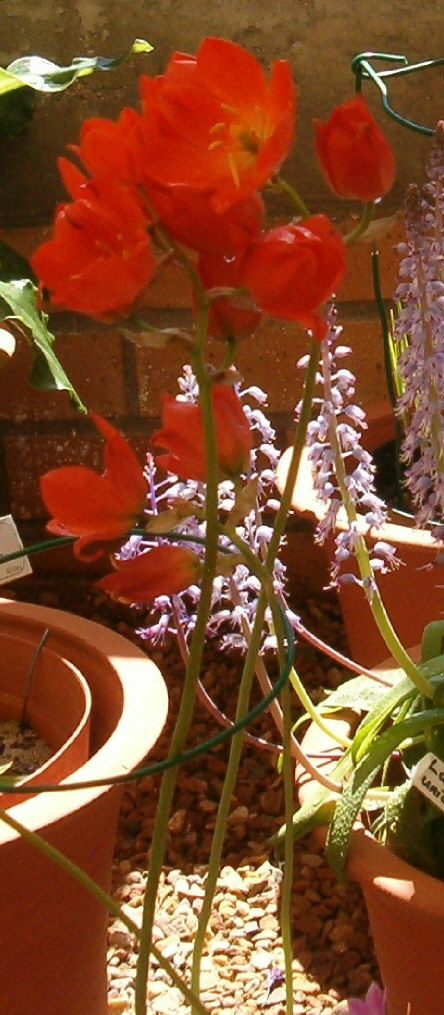
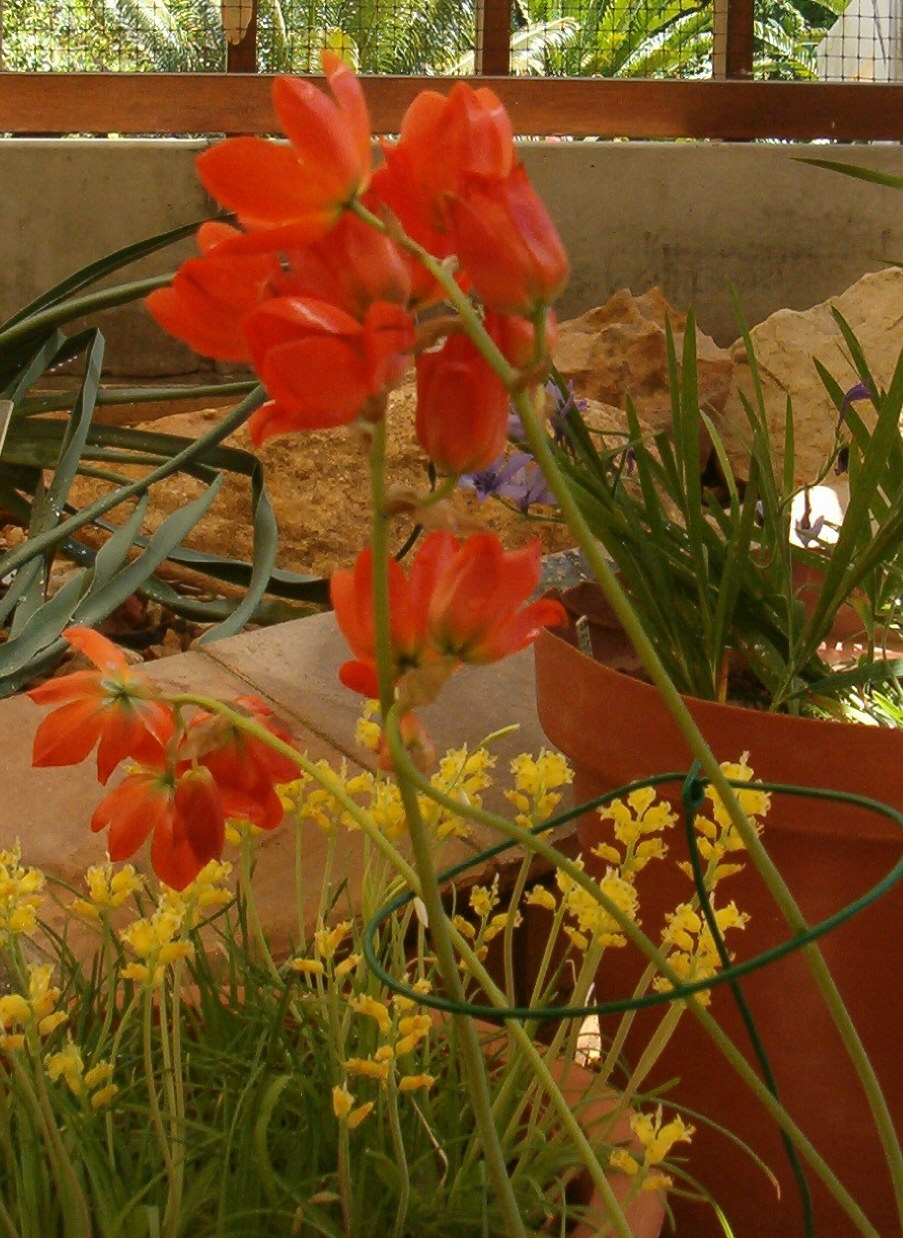
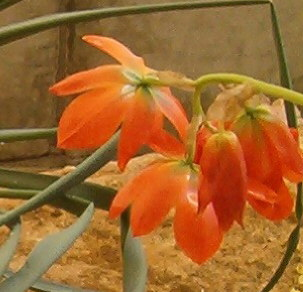
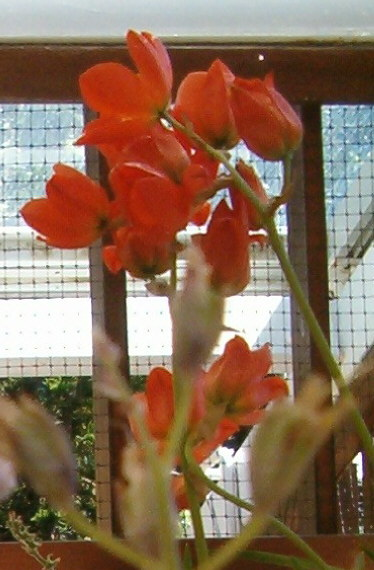